# Joanna Rutkowska
Joanna Rutkowska (sinh năm 1981 tại Warszaw) là nhà nghiên cứu bảo mật máy tính người Ba Lan, được biết đến nhờ các nghiên cứu về bảo mật cấp thấp và phần mềm độc hại tàng hình (rookit). Cô là người sáng lập hệ điều hành dành cho máy tính để bàn, hệ điều hành này tập trung vào bảo mật mang tên Qubes OS.

## Sự nghiệp nghiên cứu bảo mật
Tháng 8 năm 2006, Joanna Rutkowska tham gia hội nghị Black Hat Briefings ở Las Vegas. Rutkowska được biết đến trong cộng đồng bảo mật vì tại hội nghị này cô đã trình bày một cuộc tấn công chống lại cơ chế bảo vệ nhân hệ điều hành Vista, chính là kỹ thuật mang tên Blue Pill. Kỹ thuật này ảo hóa phần cứng để chuyển một hệ điều hành đang chạy thành một máy ảo. Sau đó, cô được Tạp chí eWeek vinh danh là một trong 5 hacker ghi dấu ấn vào năm 2006 vì những nghiên cứu về chủ đề này. Khái niệm ban đầu về Blue Pill được một nhà nghiên cứu khác tại IEEE Oakland xuất bản vào tháng 5 năm 2006 với cái tên là VMBR.
Trong suốt những năm sau đó, Rutkowska tiếp tục tập trung vào bảo mật cấp thấp. Năm 2007, cô đã chứng minh rằng một số kiểu thu thập bộ nhớ dựa trên phần cứng nhất định (ví dụ: Dựa trên FireWire) không đáng tin cậy và có thể bị đánh sập. Cuối năm 2007, cô cùng với các thành viên nhóm Alexander Tereshkin đã trình bày nghiên cứu sâu hơn về phần mềm độc hại (malware) ảo hóa. Năm 2008, Rutkowska cùng với nhóm của mình tập trung vào bảo mật phần mềm giám sát máy ảo (hypervisor) Xen. Năm 2009, cô cùng với một thành viên trong nhóm Rafal Wojtczuk đã trình bày nghiên cứu của mình về một cuộc tấn công chống lại Intel® Trusted Execution Technology và Intel® System Management Mode.
Tháng 4 năm 2007, Rutkowska thành lập công ty Invisible Things Lab ở Warszawa, Ba Lan. Công ty tập trung vào nghiên cứu hệ điều hành, bảo mật VMM và cung cấp các dịch vụ. Trong một bài đăng trên blog năm 2009, cô đề xuất thuật ngữ Evil Maid attack (tạm dịch: Đòn tấn công "Cô hầu gái ác"), mô tả chi tiết một phương pháp để truy cập dữ liệu được mã hóa trên đĩa bằng cách xâm nhập firmware thông qua drive flash USB bên ngoài.